# Nu'ulopa
Nu'ulopa is een klein onbewoond eiland in de Straat van Apolima. Het eiland ligt samen met de eilanden Apolima en Manono, op een onderwaterrug dat de twee hoofdeilanden van Samoa, Upolu en Savai'i met elkaar verbindt. Het eiland is deel van het district Aiga-i-le-Tai.
Nu'ulopa is zo'n 50 m hoog, en is begroeid met kokospalmen (Cocos nucifera). Het eiland is het leefgebied van de Pteropus samoensis, een vleermuizensoort, die enkel voorkomt in Samoa en Fiji. De omliggende zee is beschermd gebied voor schildpadden.
Nu'ulopa wordt vooral gebruikt als begraafplaats voor de leiders (matai) van Manono.

## Fotogalerij
|  |  |  |  |